# Bassac
|  | No s'ha de confondre amb Bazac. |

Bassac és un municipi francès al departament del Charente (regió de la Nova Aquitània). L'any 2007 tenia 533 habitants.

## Demografia

### Població
El 2007 la població de fet de Bassac era de 533 persones. Hi havia 211 famílies de les quals 62 eren unipersonals (35 homes vivint sols i 27 dones vivint soles), 63 parelles sense fills, 63 parelles amb fills i 23 famílies monoparentals amb fills.
La població ha evolucionat segons el següent gràfic:

### Habitatges
El 2007 hi havia 259 habitatges, 215 eren l'habitatge principal de la família, 28 eren segones residències i 16 estaven desocupats. 239 eren cases i 16 eren apartaments. Dels 215 habitatges principals, 152 estaven ocupats pels seus propietaris, 53 estaven llogats i ocupats pels llogaters i 10 estaven cedits a títol gratuït; 4 tenien una cambra, 14 en tenien dues, 29 en tenien tres, 57 en tenien quatre i 111 en tenien cinc o més. 174 habitatges disposaven pel capbaix d'una plaça de pàrquing. A 102 habitatges hi havia un automòbil i a 95 n'hi havia dos o més.

### Piràmide de població
La piràmide de població per edats i sexe el 2009 era:
| Homes | Edats   | Dones |
| ----- | ------- | ----- |
| 4     | 95 o +  | 0     |
| 0     | 90 a 94 | 4     |
| 4     | 85 a 89 | 0     |
| 4     | 80 a 84 | 12    |
| 12    | 75 a 79 | 20    |
| 12    | 70 a 74 | 0     |
| 12    | 65 a 69 | 16    |
| 8     | 60 a 64 | 12    |
| 8     | 55 a 59 | 0     |
| 16    | 50 a 54 | 12    |
| 28    | 45 a 49 | 24    |
| 24    | 40 a 44 | 16    |
| 16    | 35 a 39 | 16    |
| 16    | 30 a 34 | 20    |
| 4     | 25 a 29 | 0     |
| 8     | 20 a 24 | 20    |
| 16    | 15 a 19 | 16    |
| 8     | 10 a 14 | 20    |
| 4     | 5 a 9   | 16    |
| 12    | 0 a 4   | 16    |

## Economia
El 2007 la població en edat de treballar era de 334 persones, 254 eren actives i 80 eren inactives. De les 254 persones actives 230 estaven ocupades (136 homes i 94 dones) i 25 estaven aturades (11 homes i 14 dones). De les 80 persones inactives 30 estaven jubilades, 19 estaven estudiant i 31 estaven classificades com a «altres inactius».

### Ingressos
El 2009 a Bassac hi havia 219 unitats fiscals que integraven 539,5 persones, la mediana anual d'ingressos fiscals per persona era de 16.039 €.

### Activitats econòmiques
Dels 20 establiments que hi havia el 2007, 1 era d'una empresa alimentària, 2 d'empreses de fabricació d'altres productes industrials, 8 d'empreses de construcció, 2 d'empreses de comerç i reparació d'automòbils, 4 d'empreses d'hostatgeria i restauració, 2 d'empreses d'informació i comunicació i 1 d'una empresa immobiliària.
Dels 7 establiments de servei als particulars que hi havia el 2009, 1 era un taller de reparació d'automòbils i de material agrícola, 2 guixaires pintors, 2 fusteries, 1 lampisteria i 1 empresa de construcció.
L'any 2000 a Bassac hi havia 12 explotacions agrícoles.

## Equipaments sanitaris i escolars
El 2009 hi havia una escola elemental integrada dins d'un grup escolar amb les comunes properes formant una escola dispersa.

## Poblacions properes
El següent diagrama mostra les poblacions més properes.